# Quirin Löppert
Quirin Löppert (* 1. Mai 1987 in München) ist ein ehemaliger deutscher Fußballspieler, der seit dem Ende seiner aktiven Laufbahn als Athletiktrainer im Fußballbereich arbeitet.

## Karriere als Spieler
Löppert spielte in der Jugend zunächst beim FC Bayern München. 2005 wechselte er zur SpVgg Unterhaching, wo er zuerst in der zweiten Mannschaft des Vereins aktiv war und 2007/08 auch zu fünf Ligaeinsätzen für die damals in der drittklassigen Regionalliga Süd spielenden erste Mannschaft des Klubs kam.
In der Saison 2009/10 spielte er beim FC Vaduz in Liechtenstein. Dort kam er in der Qualifikation zur UEFA Europa League gegen den FC Slovan Liberec zum Einsatz.
Von Oktober 2010 bis Juni 2014 war Löppert beim SV Heimstetten unter Vertrag und spielte dort zuletzt in der viertklassigen Regionalliga Bayern.

## Karriere als Trainer
Nach seinem Karriereende kehrte er zu seinem Jugendverein FC Bayern München zurück, wo er von 2014 bis 2018 dem Trainerstab der U17 als Athletiktrainer angehörte; in der Saison 2016/17 gewann seine Mannschaft die Deutsche Meisterschaft. Im Sommer 2018 wechselte Löppert zu Borussia Mönchengladbach, wo er Athletiktrainer der Bundesligamannschaft wurde. 2020 wechselte Löppert zu Schalke 04, die er aber nach dem Abstieg im Jahr 2021 wieder verließ. Seit der Saison 2023/24 ist Löppert beim FC Augsburg als Reha- und Athletiktrainer beschäftigt.

## Bemerkenswertes
Löppert war als Vertreter der Fußball-Regionalliga Bayern im Spielerrat der Spielergewerkschaft Vereinigung der Vertragsfußballspieler (VdV).